# شون تی
شون تی (به انگلیسی:Shaun T)(زاده:۲ می ۱۹۷۸) با نام اصلی شون تامپسون،مربی بدنسازی و تناسب اندام امریکایی می باشد.او بیشتر بخاطر ساخت برنامه های تلویزیونی تناسب اندام در منزل برای کودکان و بزرگسالان مشهور است.شون دارای ۱۸۳ سانتیمتر قد و ۸۶ کیلوگرم وزن می باشد.همچنین در سال ۲۰۱۲ با اسکات بلاکر ازدواج و زندگی مشترک خود به عنوان یک زوج همجنسگرا آغاز کردند.

## برنامه های تلویزیونی
2015: cize
2014: Insanity Max 30
2013: Focus T25
2012: Insanity: The Asylum Vol. 2 - Elite Training Series
2011: Insanity: The Asylum
2009: Insanity
2008: Rockin' Body
2008: (Shaun T's Fit Kids Club (Exercise video for ages 7 and up
2008: (Get Real with Shaun T (Exercise video for pre-teens
2007: Hip Hop Abs